# Siphocampylus verticillatus
Siphocampylus verticillatus là loài thực vật có hoa trong họ Hoa chuông. Loài này được (Cham.) G.Don miêu tả khoa học đầu tiên năm 1834.